# Sheraton Ishtar
El Sheraton Ishtar (en árabe, فندق شيراتون عشتار) es un hotel de Bagdad, Irak situado en la plaza Firdos. Es el edificio más alto de Bagdad y la estructura más alta en Irak después de la Torre de Bagdad.
A pesar de su nombre, el hotel no ha tenido nada que ver con cadena hotelera estadounidense Sheraton Hotels & Resorts durante más de una década, puesto que el gobierno iraquí confiscó los bienes durante la Guerra del Golfo de 1991 y desde entonces, el nombre se ha seguido utilizado sin permiso. Después de que se reabriera en 1992, el Sheraton Ishtar fue uno de los hoteles más populares de Bagdad, una condición que cambió debido a la invasión de Irak en 2003 que ocasionó una reducción drástica de clientes, siendo utilizado desde entonces básicamente por periodistas extranjeros y contratistas.
El hotel, un claro objetivo de la insurgencia, era afectado periódicamente con morteros o cohetes hasta que la estructura fue gravemente dañada durante un fuerte ataque con bomba en octubre de 2005, motivo por el cual tuvo que cerrar. En agosto de 2007, el hotel pudo volver a abrir las puertas.